# 開放系統 (熱力學)
在熱力學中，開放系統指與外界交換能量和質量的系統。系統是隨意介定的：在研究一些特定組件時，相關的空間領域可被視為系統。
開放系統假設了外界能量供應不能減少；實際上，這種外界能量是由周圍環境的某種東西供應，而在研究需要時這種能量供應可被視為源源不絕。其中一種開放能量是所謂的輻射能系統，此系統的能量接收自由太陽輻射－一個於任何實驗都可被視為用之不竭的能量來源。某些虛構開放系統的能量接收自太空中的真空能。
太空纜索是一個開放系統的例子。當纜索在地球磁場中移動時，透過以地面以及電離層組成的迴路會被視作一個發電器，以電磁感應的方式把纜索的動能轉化成電能。